# Ordinariato militare nelle Filippine
L'ordinariato militare nelle Filippine è un ordinariato militare della Chiesa cattolica per le Filippine. È retto dal vescovo Oscar Jaime Llaneta Florencio.

## Territorio
Sede dell'ordinariato è la città di Quezon City, dove sorge la cattedrale di Sant'Ignazio di Loyola.

## Storia
Il vicariato castrense delle Filippine fu eretto l'8 dicembre 1950.
Il 16 luglio 1958, con la lettera apostolica Quidquid ad dilatandum, papa Pio XII proclamò la Beata Maria Vergine Immacolata patrona principale del vicariato castrense.
Il 21 aprile 1986 il vicariato castrense è stato elevato ad ordinariato militare con la bolla Spirituali militum curae di papa Giovanni Paolo II.

## Cronotassi dei vescovi
Si omettono i periodi di sede vacante non superiori ai 2 anni o non storicamente accertati.
- Rufino Jiao Santos † (21 dicembre 1951 - 3 settembre 1973 deceduto)
- Mariano Gaviola y Garcés † (2 marzo 1974 - 13 aprile 1981 nominato arcivescovo di Lipa)
- Pedro de Guzman Magugat, M.S.C. † (9 dicembre 1981 - 22 aprile 1985 nominato vescovo di Urdaneta)
- Severino Miguel Pelayo † (19 dicembre 1985 - 26 febbraio 1995 deceduto)
- Ramon Cabrera Argüelles (25 agosto 1995 - 14 maggio 2004 nominato arcivescovo di Lipa)
- Leopoldo Sumaylo Tumulak † (15 gennaio 2005 - 17 giugno 2017 deceduto)
- Oscar Jaime Llaneta Florencio, dal 2 marzo 2019[1]

## Statistiche
| anno | presbiteri | presbiteri | presbiteri | diaconi | religiosi | religiosi | parrocchie |
| anno | totale     | secolari   | regolari   | diaconi | uomini    | donne     | parrocchie |
| ---- | ---------- | ---------- | ---------- | ------- | --------- | --------- | ---------- |
| 1999 | 64         | 64         |            |         |           |           | 63         |
| 2000 | 83         | 82         | 1          |         | 1         |           | 61         |
| 2002 | 84         | 83         | 1          |         | 1         |           | 64         |
| 2003 | 84         | 83         | 1          |         | 1         |           | 64         |
| 2004 | 99         | 97         | 2          |         | 2         | 5         | 65         |
| 2013 | 130        | 126        | 4          |         | 4         |           | 65         |
| 2016 | 125        | 125        |            | 3       |           |           | 65         |
| 2019 | 154        | 145        | 9          |         | 9         | 3         | 75         |
| 2021 | 153        | 146        | 7          |         | 7         | 4         | 76         |